# 29613 Charlespicard
29613 Charlespicard (1998 SB2) là một tiểu hành tinh vành đai chính được phát hiện ngày 16 tháng 9 năm 1998 bởi P. G. Comba ở Prescott.